# Джексон, Фрэнк (баскетболист)
Фрэнк Уиллис Джексон (англ. Franklin Willis Jackson; род. 4 мая 1998, Вашингтон) — американский профессиональный баскетболист. Играет на позиции разыгрывающего защитника. До прихода в НБА Эллингтон выступал за баскетбольную команду «Дьюк Блю Девилз» с 2016 по 2017 год.

## Профессиональная карьера

### Нью-Орлеан Пеликанс (2017—2020)
22 ноября 2017 года Джексон был выбран на драфте НБА 2017 года клубом «Шарлотт Хорнетс», а затем сразу был обменян в «Нью-Орлеан Пеликанс» за денежную компенсацию. 11 июля 2017 года Джексон подписал контракт с «Пеликанс». После драфта он перенес операцию на ноге и был вне игры до января, но в январе Джексон перенес вторую операцию на ноге и в итоге пропустил весь сезон 2017/2018.
Джексон дебютировал в НБА 17 октября 2018 года, проведя 2 минуты в матче против «Хьюстон Рокетс». 7 января 2019 года Джексон набрал рекордные в карьере 17 очков, реализовав три трёхочковых, против «Мемфис Гриззлис» всего за 19 минут со скамейки запасных, «Пеликанс» победили в этой игре 114:95. 2 февраля 2019 года Джексон обновил свой предыдущий рекорд по результативности, набрав 25 очков в проигрышном матче против «Сан-Антонио Спёрс» со счётом 113-108.
1 ноября 2019 года Джексон набрал 21 очко в матче  против «Денвер Наггетс» (122:107). 14 ноября 2019 года Джексон набрал 23 очка и отдал две голевые передачи, одержав победу над «Лос-Анджелес Клипперс» со счётом 132:127.

### Детройт Пистонс (2020—н.в.)
4 декабря 2020 года Джексон подписал контракт «Оклахома-Сити Тандер». 21 декабря 2020 года «Тандер» отчислили Джексона.
27 декабря 2020 года Джексон подписал двухсторонний контракт с «Детройт Пистонс» и их фарм-клубом в Джи-Лиге НБА «Гранд-Рапидс Драйв».

## Статистика

### Статистика в НБА
| Сезон                                                                                    | Команда    | Регулярный сезон | Регулярный сезон | Регулярный сезон | Регулярный сезон | Регулярный сезон | Регулярный сезон | Регулярный сезон | Регулярный сезон | Регулярный сезон | Регулярный сезон | Регулярный сезон | Серия плей-офф | Серия плей-офф | Серия плей-офф | Серия плей-офф | Серия плей-офф | Серия плей-офф | Серия плей-офф | Серия плей-офф | Серия плей-офф | Серия плей-офф | Серия плей-офф |
| Сезон                                                                                    | Команда    | GP               | GS               | MPG              | FG%              | 3P%              | FT%              | RPG              | APG              | SPG              | BPG              | PPG              | GP             | GS             | MPG            | FG%            | 3P%            | FT%            | RPG            | APG            | SPG            | BPG            | PPG            |
| ---------------------------------------------------------------------------------------- | ---------- | ---------------- | ---------------- | ---------------- | ---------------- | ---------------- | ---------------- | ---------------- | ---------------- | ---------------- | ---------------- | ---------------- | -------------- | -------------- | -------------- | -------------- | -------------- | -------------- | -------------- | -------------- | -------------- | -------------- | -------------- |
| 2018/19                                                                                  | Нью-Орлеан | 61               | 16               | 19,2             | 43,4             | 31,4             | 74,0             | 2,2              | 1,1              | 0,4              | 0,0              | 8,1              | Не участвовал  | Не участвовал  | Не участвовал  | Не участвовал  | Не участвовал  | Не участвовал  | Не участвовал  | Не участвовал  | Не участвовал  | Не участвовал  | Не участвовал  |
| 2019/20                                                                                  | Нью-Орлеан | 59               | 2                | 13,5             | 40,5             | 32,6             | 74,7             | 1,4              | 1,0              | 0,3              | 0,1              | 6,3              | Не участвовал  | Не участвовал  | Не участвовал  | Не участвовал  | Не участвовал  | Не участвовал  | Не участвовал  | Не участвовал  | Не участвовал  | Не участвовал  | Не участвовал  |
|                                                                                          | Всего      | 120              | 18               | 16,4             | 42,2             | 31,9             | 74,3             | 1,8              | 1,1              | 0,4              | 0,1              | 7,2              | Не участвовал  | Не участвовал  | Не участвовал  | Не участвовал  | Не участвовал  | Не участвовал  | Не участвовал  | Не участвовал  | Не участвовал  | Не участвовал  | Не участвовал  |
| Наведите курсор мыши на аббревиатуры в заголовке таблицы, чтобы прочесть их расшифровку. |            |                  |                  |                  |                  |                  |                  |                  |                  |                  |                  |                  |                |                |                |                |                |                |                |                |                |                |                |

### Статистика в колледже
| Сезон                                                                                   | Команда | GP | GS | MPG  | FG%  | 3P%  | FT%  | RPG | APG | SPG | BPG | PPG  |  |
| --------------------------------------------------------------------------------------- | ------- | -- | -- | ---- | ---- | ---- | ---- | --- | --- | --- | --- | ---- |  |
| 2016/17                                                                                 | Дьюк    | 36 | 16 | 24,9 | 47,3 | 39,5 | 75,5 | 2,5 | 1,7 | 0,6 | 0,1 | 10,9 |  |
|                                                                                         | Всего   | 36 | 16 | 24,9 | 47,3 | 39,5 | 75,5 | 2,5 | 1,7 | 0,6 | 0,1 | 10,9 |  |
| Наведите курсор мыши на аббревиатуры в заголовке таблицы, чтобы прочесть их расшифровку |         |    |    |      |      |      |      |     |     |     |     |      |  |

### Статистика в Джи-Лиге
| Сезон                                                                                    | Команда        | Регулярный сезон | Регулярный сезон | Регулярный сезон | Регулярный сезон | Регулярный сезон | Регулярный сезон | Регулярный сезон | Регулярный сезон | Регулярный сезон | Регулярный сезон | Регулярный сезон | Серия плей-офф | Серия плей-офф | Серия плей-офф | Серия плей-офф | Серия плей-офф | Серия плей-офф | Серия плей-офф | Серия плей-офф | Серия плей-офф | Серия плей-офф | Серия плей-офф |
| Сезон                                                                                    | Команда        | GP               | GS               | MPG              | FG%              | 3P%              | FT%              | RPG              | APG              | SPG              | BPG              | PPG              | GP             | GS             | MPG            | FG%            | 3P%            | FT%            | RPG            | APG            | SPG            | BPG            | PPG            |
| ---------------------------------------------------------------------------------------- | -------------- | ---------------- | ---------------- | ---------------- | ---------------- | ---------------- | ---------------- | ---------------- | ---------------- | ---------------- | ---------------- | ---------------- | -------------- | -------------- | -------------- | -------------- | -------------- | -------------- | -------------- | -------------- | -------------- | -------------- | -------------- |
| 2018/19                                                                                  | Техас Лэджендс | 4                | 3                | 33,4             | 50,6             | 26,9             | 90,0             | 3,0              | 3,3              | 0,8              | 0,8              | 26,8             | Не участвовал  | Не участвовал  | Не участвовал  | Не участвовал  | Не участвовал  | Не участвовал  | Не участвовал  | Не участвовал  | Не участвовал  | Не участвовал  | Не участвовал  |
|                                                                                          | Всего          | 4                | 3                | 33,4             | 50,6             | 26,9             | 90,0             | 3,0              | 3,3              | 0,8              | 0,8              | 26,8             | Не участвовал  | Не участвовал  | Не участвовал  | Не участвовал  | Не участвовал  | Не участвовал  | Не участвовал  | Не участвовал  | Не участвовал  | Не участвовал  | Не участвовал  |
| Наведите курсор мыши на аббревиатуры в заголовке таблицы, чтобы прочесть их расшифровку. |                |                  |                  |                  |                  |                  |                  |                  |                  |                  |                  |                  |                |                |                |                |                |                |                |                |                |                |                |